# Chaligny
Chaligny és un municipi francès situat al departament de Meurthe i Mosel·la i a la regió del Gran Est. L'any 2007 tenia 3.071 habitants.

## Demografia

### Població
El 2007 la població de fet de Chaligny era de 3.071 persones. Hi havia 1.203 famílies, de les quals 295 eren unipersonals (84 homes vivint sols i 211 dones vivint soles), 362 parelles sense fills, 430 parelles amb fills i 116 famílies monoparentals amb fills.
La població ha evolucionat segons el següent gràfic:
Habitants censats

### Habitatges
El 2007 hi havia 1.294 habitatges, 1.221 eren l'habitatge principal de la família, 6 eren segones residències i 67 estaven desocupats. 1.136 eren cases i 158 eren apartaments. Dels 1.221 habitatges principals, 1.035 estaven ocupats pels seus propietaris, 170 estaven llogats i ocupats pels llogaters i 16 estaven cedits a títol gratuït; 53 tenien dues cambres, 247 en tenien tres, 428 en tenien quatre i 493 en tenien cinc o més. 933 habitatges disposaven pel capbaix d'una plaça de pàrquing. A 539 habitatges hi havia un automòbil i a 506 n'hi havia dos o més.

### Piràmide de població
La piràmide de població per edats i sexe el 2009 era:
| Homes | Edats   | Dones |
| ----- | ------- | ----- |
| 0     | 95 o +  | 0     |
| 0     | 90 a 94 | 4     |
| 8     | 85 a 89 | 24    |
| 16    | 80 a 84 | 28    |
| 28    | 75 a 79 | 76    |
| 52    | 70 a 74 | 48    |
| 96    | 65 a 69 | 68    |
| 80    | 60 a 64 | 76    |
| 84    | 55 a 59 | 84    |
| 120   | 50 a 54 | 104   |
| 112   | 45 a 49 | 120   |
| 116   | 40 a 44 | 128   |
| 104   | 35 a 39 | 100   |
| 132   | 30 a 34 | 120   |
| 80    | 25 a 29 | 76    |
| 56    | 20 a 24 | 68    |
| 104   | 15 a 19 | 100   |
| 100   | 10 a 14 | 120   |
| 60    | 5 a 9   | 120   |
| 64    | 0 a 4   | 48    |

## Economia
El 2007 la població en edat de treballar era de 1.915 persones, 1.397 eren actives i 518 eren inactives. De les 1.397 persones actives 1.315 estaven ocupades (679 homes i 636 dones) i 82 estaven aturades (39 homes i 43 dones). De les 518 persones inactives 207 estaven jubilades, 181 estaven estudiant i 130 estaven classificades com a «altres inactius».

### Ingressos
El 2009 a Chaligny hi havia 1.231 unitats fiscals que integraven 3.052,5 persones, la mediana anual d'ingressos fiscals per persona era de 18.421 €.

### Activitats econòmiques
Dels 50 establiments que hi havia el 2007, 1 era d'una empresa alimentària, 2 d'empreses de fabricació d'altres productes industrials, 15 d'empreses de construcció, 5 d'empreses de comerç i reparació d'automòbils, 4 d'empreses d'hostatgeria i restauració, 1 d'una empresa financera, 1 d'una empresa immobiliària, 6 d'empreses de serveis, 12 d'entitats de l'administració pública i 3 d'empreses classificades com a «altres activitats de serveis».
Dels 19 establiments de servei als particulars que hi havia el 2009, 1 era un taller de reparació d'automòbils i de material agrícola, 2 paletes, 3 guixaires pintors, 1 fusteria, 5 lampisteries, 1 electricista, 1 empresa de construcció, 2 perruqueries i 3 restaurants.
Dels 2 establiments comercials que hi havia el 2009, 1 era una botiga de menys de 120 m² i 1 una llibreria.

## Equipaments sanitaris i escolars
L'únic equipament sanitari que hi havia el 2009 era una farmàcia.
El 2009 hi havia 2 escoles maternals i 2 escoles elementals.

## Poblacions més properes
El següent diagrama mostra les poblacions més properes.